# Provinciale weg 522
De provinciale weg 522, of N522, is een provinciale weg in het zuiden van Noord-Holland. De weg loopt sinds 1976 van de aansluiting Amstelveen van de A9 in Amstelveen en de Amsterdamse stadsroute S109 via de Oranjebaan, over de brug over de Amstel in Ouderkerk en de Burgemeester Stramanweg in Ouderkerk aan de Amstel naar de aansluiting met de A2.
De weg is uitgevoerd als tweestrooks-gebiedsontsluitingsweg met een maximumsnelheid van 80 km/h en 50 km/h binnen de bebouwde kom van Ouderkerk a/d Amstel en Amstelveen. Daarnaast is de weg ook voorzien van busstroken alleen in de richting van Ouderkerk a/d Amstel zodat de bussen de file voor de Brug Ouderkerk kunnen passeren.
Sinds 1939 begon de weg na de Brug Ouderkerk, een smalle brug uit 1937-1939. Deze brug is in 2022-2023 door de provincie vervangen door twee nieuwe bruggen met één rijstrook richting Amstelveen en twee rijstroken richting Amsterdam. Hierbij werden ook de omliggende kruispunten aangepast en uitgebreid. Daarnaast kwamen er ook ongelijkvloerse kruisingen voor het fietsverkeer.